# Elisabeth Fuchs
Elisabeth Fuchs (* 8. März 1976 in Kirchdorf an der Krems, Oberösterreich) ist eine österreichische Dirigentin.

## Leben und Wirken
Ab 1990 besuchte Elisabeth Fuchs das Musikgymnasium Linz und studierte gleichzeitig Oboe am Linzer Bruckner-Konservatorium. Nach dem Abitur absolvierte sie ab 1995 ein Lehramtsstudium in den Fächern Musik und Mathematik, das sie 2002 abschloss. Während dieser Zeit nahm sie ersten Dirigierunterricht bei Herbert Böck. Anschließend erhielt sie eine reguläre Ausbildung bei Karl Kamper, Jorge Rotter, Dennis Russell Davies und Michael Luig.
1998 gründete sie die Junge Philharmonie Salzburg und ist seitdem die künstlerische Leiterin. Fuchs erarbeitete ein breites Spektrum von Bach über Beethoven und Strawinsky, leitete zahlreiche Uraufführungen und schuf einen eigenen Konzertzyklus im Mozarteum Salzburg. Neben ihrem eigenen Orchester stand sie auch am Dirigierpult des Bruckner Orchesters Linz, des Philharmonischen Orchesters Reichenhall, des Mozarteum Orchesters Salzburg, der Stuttgarter Philharmoniker, des Swedish Chamber Orchestra, des Wiener Tonkünstlerorchesters, des Festivals Young Artists Bayreuth und der Staatsoper Prag.
Von 2001 bis 2003 war sie Leiterin des Sinfonieorchesters TonArt in Heidelberg. Im Sommer 2005 debütierte sie bei den Salzburger Festspielen mit Schostakowitschs Filmmusik zu Das neue Babylon und leitete dort im Mozartjahr 2006 die Opernproduktion Bastien und Bastienne und Der Schauspieldirektor.
Elisabeth Fuchs gründete und leitete seit 2007 die Kinderfestspiele Salzburg, die Kindern und Jugendlichen die Klassische Musik näher bringen möchten. Zwei Jahre später wurde sie die künstlerische Leiterin der Salzburger Kulturvereinigung.
Elisabeth Fuchs ist Mutter eines Sohnes (* 2009).

## Auszeichnungen
- 2005: Troll-Borostyáni-Preis[2]
- 2007: Bundes-Ehrenzeichen des Bundesministeriums für Unterricht, Kunst und Kultur Österreichs